# 恐懼鬥室
《奪魂鋸》（英語：Saw）是2004年美國恐怖驚悚片，由溫子仁執導，同時也是溫子仁的首部導演作品。劇情由雷·沃納爾編寫，由溫子仁和雷·沃納爾於2003年時合作拍攝的短片《奪魂鋸0.5》改編成為長片。電影由凱瑞·艾文斯、丹尼·葛洛佛、莫妮卡·波特、梁肯、托賓·貝爾等擔任主演，主演包括雷·沃納爾本人。劇情講述由沃納爾和艾文斯分別飾演的兩位男子，被囚禁於一間密室中想辦法逃生，但也必須服從他們的神秘綁架犯所立下的“遊戲規則”，唯一的逃生方法則是贖罪。
電影僅僅只用18天的拍攝工作，在2004年1月的聖丹斯電影節中首映。在同年10月29日在全球各地陸續上映，最後在北美地區帶來5518萬美金的收益。電影所獲得的1.03億美元的票房成績，遠遠超過僅120萬美元的預算，是繼1996年恐怖電影《驚聲尖叫》後的又一部賣座恐怖電影。電影的成功讓獅門娛樂開啟《奪魂鋸電影系列》，其續集《奪魂鋸2》於一年後的2005年10月28日上映。

## 劇情
年輕攝影師亞當從昏迷中清醒，爬出自己所躺的破舊浴缸，而左腳被鐵鏈拷在水管上，正對面還銬著一位腫瘤醫生勞倫斯·高登。兩人不知自己為何被關在此，同時發現正中央躺著一名自殺的男子遺體，其手上拿著一把左輪手槍和一個錄音機。兩人搆到遺體手上的錄音機播放各自口袋中的磁帶，裡面的聲音告知亞當要盡他所能地逃出這間浴室，而高登則是要在六點之前想辦法殺死對面的亞當，否則他的妻子和女兒都會喪命。靠錄音中的線索，亞當在旁邊馬桶標記的水箱中找到一個黑袋，兩人互相得到一把鋼鋸後試圖鋸斷鐵鏈，但由於鐵鏈過粗，亞當不慎弄斷鋸子後憤怒地將其扔向遠處的鏡子，卻剛好發現鏡子後方裝有一個實況轉播攝影機。高登意識到鋸子真正用意其實是讓他們鋸掉自己的腳來脫身，並推斷出綁架他們的兇手是被稱為「拼圖殺人狂」的連環殺手，表示自己曾被當作嫌疑犯。
五個月前，兩名警探大衛·泰普和史蒂芬·辛偵辦陸續發生的拼圖殺人狂案件：一位男子保羅慘死在鐵絲網籠中，而另一位男子馬克被關在數字籠中慘死；兩者都沒有成功通過遊戲而死。現場遺落的一隻電筒筆來自於高登的辦公室，泰普和辛便前去醫院問他。當時，高登在為一名腦腫瘤末期患者做報告，而一名醫院護工齊普·漢登幫忙識別該名病人名為約翰。高登隨即被泰普和辛叫回警局盤問，最後因為有明確不在場證明而被釋放，而他走前看到一名在拼圖殺人狂的死亡陷阱中倖免的女子亞曼達·楊，身為一名海洛因癮君子。亞曼達供述她頭部上被安裝一個「反向型捕獸器」機關，如不在限定時間內取下則會將她的嘴部扯開，她被迫剖開自己躺在一旁、身體全麻的朋友的腹部而取得鑰匙掙脫；但亞曼達也認為這次死裡逃生使她得到某種“救贖”。
高登被囚禁的同時，其妻愛莉森與女兒黛安娜則被穿黑衣的齊普囚禁在家中，齊普還透過攝影機來監控高登和亞當的遊戲進度。而泰普也躲在高登家隔壁嚴密監視，如今失業潦倒的他仍懷疑高登是兇手。回到五個月前，泰普和辛從亞曼達遊戲的木偶錄像中聽到火警鈴聲，追查到拼圖殺人狂躲藏的一間模具工廠。兩人在沒有報備的情況下擅自行動，但為了營救另一名被拼圖殺人狂折磨的受害者，泰普的脖子被拼圖殺人狂持刀劃傷，獨自追趕的辛也不慎踏入獵槍陷阱而慘死。拼圖殺人狂逃之夭夭，痛失搭檔的泰普遭到解職，此後便精神崩潰且執迷於這起案件中。
高登跟隨線索找到一個鐵盒，裡面裝有一部只能接不能打的手機，包括一顆子彈與幾根香煙。殺人狂在盒中給高登提示，能靠屍體流出的帶毒血液參入香煙中毒死亞當。高登實在不想痛下殺手，與亞當靠演戲來假裝他被毒死，但亞當卻因為不明電擊而電醒。亞當同時也想起自己被綁架的經歷，之前在他停電的公寓房裏首先找到一個發出陰森笑聲的木偶，最後被躲在衣櫥裏的戴豬面具的兇手抓獲。但這時，愛莉森在齊普挾持之下打到浴室手機上，告知高登“不要相信亞當”。高登為此懷疑亞當是共犯，但亞當只承認他是這段日子收過泰普的錢去跟拍高登，而所有偷拍的照片全部塞在裝鋸子的黑袋中。亞當稱他跟蹤高登前一天晚上去一家酒店，和他的一名醫護女學生偷情的事情；而高登剛離開酒店不久，就被相同的豬面具兇手綁架。
亞當撿起地上一張他“沒有拍過”的照片，扔給高登一看發現是齊普站在他家窗前的特寫，便確信他就是兇手。這時六點時限到，齊普準備殺死高登妻女，但愛莉森為自己鬆綁後將齊普打倒在地，帶著黛安娜跑到鄰居家而得救。泰普被槍聲引來並追逐逃亡的齊普，追趕他至一條地下道，最後被齊普開槍擊中倒地。不知家人死活的高登情緒崩潰，加上他突然拿不到響起的手機，便拿鋸子鋸下右腳而脫身，最後拿屍體上的左輪手槍擊傷亞當以兌現要求。齊普走進浴室對高登聲稱“為時已晚”，但倖存的亞當將齊普絆倒在地，撿起馬桶水箱蓋子將他直接砸死，而高登則忍著劇痛爬出浴室求救。
亞當開始在齊普屍體上尋找鐵鏈鑰匙，卻只在屍體上找到一台錄音機，播放內容得知齊普並非兇手，只是因為自身被注入慢性毒藥，為了得到解藥才服從遊戲規則囚禁高登妻女、監控浴室的情況。這時，浴室中央的男性遺體突然站起，其真正身為以靜臥形式近距離觀察遊戲的「拼圖殺人狂」，同時也是高登經手的腦瘤患者約翰。剛醒的約翰告知亞當說鐵鏈的鑰匙一直在浴缸裡，但早在亞當爬出浴缸時就被沖進下水道。一刻，亞當試圖拿起槍反抗，卻被約翰用電擊而制伏。最後，約翰緩緩走出浴室關燈，對亞當說一句「遊戲結束」後關上門，留下孤立無援的亞當困在浴室中絕望地呼喊。

## 演員
| 演員                        | 角色                                         | 備註 |
| 凱瑞·艾文斯 Cary Elwes      | 勞倫斯·高登 Dr. Lawrence Gordon              | 腦腫瘤醫生，一心只專注於他的工作和名聲，無心照顧病人和家人以外還在外廝混，因此被抓來成為浴室遊戲的重點考驗對象。 |
| 雷·沃納爾 Leigh Whannell    | 亞當·史丹海特 Adam Stanheight                | 年輕攝影師，負責收錢跟蹤他人、偷拍並搜集不法資料，這次卻和他所偷拍的高登一同關在浴室裡面。                       |
| 丹尼·葛洛佛 Danny Glover    | 大衛·泰普 Det. David Tapp                    | 兇殺組警探，負責辦理拼圖殺人狂的案件，因這次案件於身體和精神上均負傷後，執迷於高登就是嫌疑犯而開始糾纏他不放。   |
| 莫妮卡·波特 Monica Potter   | 愛莉森·高登 Alison Gordon                    | 高登的妻子，和丈夫感情向來不合，時常發生衝突，不喜歡丈夫只專注於工作。                                           |
| 麥可·愛默生 Michael Emerson | 齊普·漢登 Zep Hindle                         | 高登所工作醫院裡的一名護理員，似乎有精神問題，同時也會和病人產生“情感”。                                         |
| 梁肯 Ken Leung              | 史蒂芬·辛 Det. Steven Sing                   | 兇殺組警探，泰普的搭檔，和他一起辦理這件案子。                                                                   |
| 黛娜·邁耶 Dina Meyer        | 愛莉森·凱莉 Det. Allison Kerry               | 兇殺組女警探，泰普和辛的同事。                                                                                   |
| 肖妮·史密斯 Shawnee Smith   | 亞曼達·楊 Amanda Young                       | 一位海洛因癮君子，身為拼圖殺人狂遊戲受害者之一，她是少數死裡逃生的人。                                           |
| 麥肯錫·维加 Makenzie Vega   | 黛安娜·高登 Diana Gordon                     | 高登心愛的女兒，這次和母親成為遊戲人質，遭挾持成為高登贖罪的動力。                                               |
| 托賓·貝爾 Tobin Bell        | 約翰·克拉瑪／拼圖殺人狂 John Kramer / Jigsaw | 一位腦癌末期患者，身為拼圖殺人狂本人，浴室遊戲期間一直躺在中間觀察兩人。                                         |
| 麥克·巴特斯 Mike Butters    | 保羅·萊西 Paul Leahy                         | 一位中產階級，拼圖殺人狂的早期受害者之一，擁有美好生活卻割腕自殺未遂，最後慘死於鐵絲網迷宮中。                   |
| 保羅·格崔特 Paul Gutrecht   | 馬克·威爾森 Mark Wilson                      | 一位專業騙子，拼圖殺人狂的早期受害者之一，靠在家裝病以逃避工作並詐騙醫療保險金，最後被困在數字籠中燒死。         |

## 電影系列
由於本片的成功，在以後每年的萬聖節均推出續集電影，依次為：
- 《奪魂鋸2》（2005年）
- 《奪魂鋸3》（2006年）
- 《奪魂鋸4》（2007年）
- 《奪魂鋸5》（2008年）
- 《奪魂鋸6》（2009年）
- 《奪魂鋸3D》（2010年）
- 《奪魂鋸：遊戲重啟》（2017年）
- 《死亡漩渦：奪魂鋸新遊戲》（2021年）
- 《奪魂鋸X》（2023年）

## 知識
- 在前7集之中，被認為是最不血腥的一集，此集較注重恐怖氣氛的營造
- 唯一沒有播出完整遊戲過程的一集（保羅）
- 第一部由温子仁執導的奪魂鋸
- 雖然真正的兇手是約翰，但他的鏡頭和台詞卻是少之又少
- 亞曼達是首位逃脫機關的倖存者，也是少數沒有因此殘障的人（奪魂鋸8後，改為羅根為首位）
- 亞曼達是首位與木偶比利面對面的人（奪魂鋸8後，改成安娜等人為首位）
- 辛是首位死於遊戲中的警察
- 相對其他恐怖電影而言，第一集死者全部皆為男性
- 本片是2004年多倫多國際電影節的閉幕片
- 泰普中槍後並未死亡，而是被拖去玩另一場遊戲（官方電玩版劇情），但之後的幾部續集皆未提及他，僅在第五部電影中跟著搭檔辛一起在警察紀念照中出現。
- 奪魂鋸系列所用的錄音帶是Panasonic的RN-305

## 評價
《恐懼鬥室》的票房相當高，雖然預算只有120萬美元，但美國地區的票房就超過5500萬美元，全球票房超過1億2百萬。
總體評價有好有壞：此片在爛番茄網站贏得45%的正面評價，但在《cream of the crop》（最被接受的專業評論）只有29%的等級，被評為「爛」；另一方面在IMDb給此片平均7.7的評價。

## 未剪接版本
此片未剪接版本比戲院版長出約8分鐘，多出的鏡頭包含：近距離拍攝浴室內的屍體、額外的法庭照片、保羅跑過剃刀迷宮、亞曼達把手伸進男人的肚子挖取逃脫機關的鑰匙、高登醫生鋸腳的鏡頭。

## 外部連結
- 互联网电影数据库（IMDb）上《恐懼鬥室》的资料（英文）
- AllMovie上《恐懼鬥室》的资料（英文）
- Box Office Mojo上《恐懼鬥室》的資料（英文）
- 爛番茄上《恐懼鬥室》的資料（英文）
- Metacritic上《恐懼鬥室》的資料（英文）